# Oxytropis heterophylla
Oxytropis heterophylla là một loài thực vật có hoa trong họ Đậu. Loài này được Maxim. miêu tả khoa học đầu tiên.